# Anthophora joetta
Anthophora joetta är en biart som beskrevs av Brooks 1988. Anthophora joetta ingår i släktet pälsbin, och familjen långtungebin. Inga underarter finns listade i Catalogue of Life.